# Shimazu Tadaharu
Shimazu Tadaharu (島津 忠治?; 27 febbraio 1498 – 2 ottobre 1510) è stato un daimyō giapponese del clan Shimazu durante il periodo Sengoku.

## Biografia
Shimazu Tadaharu fu il dodicesimo capo del clan Shimazu.
Figlio primogenito di Shimazu Tadamasa succedette al padre nel 1508 sia come capo clan che come Shugo di Satsuma, Ōsumi e Hyūga. Tadaharu organizzò spedizioni al re Shō-Shin del regno Ryūkyū in cerca di relazioni amichevoli e scambi commerciali. Nel frattempo affrontò numerose insurrezioni da parte dei suoi servitori all'interno dei suoi domini. Morì nel 1515, all'età di 27 anni, nel castello di Shimizu, durante l'assedio del castello di Yoshida a Ōsumi, e gli succedette il fratello minore Shimazu Tadataka.